# 戰吼

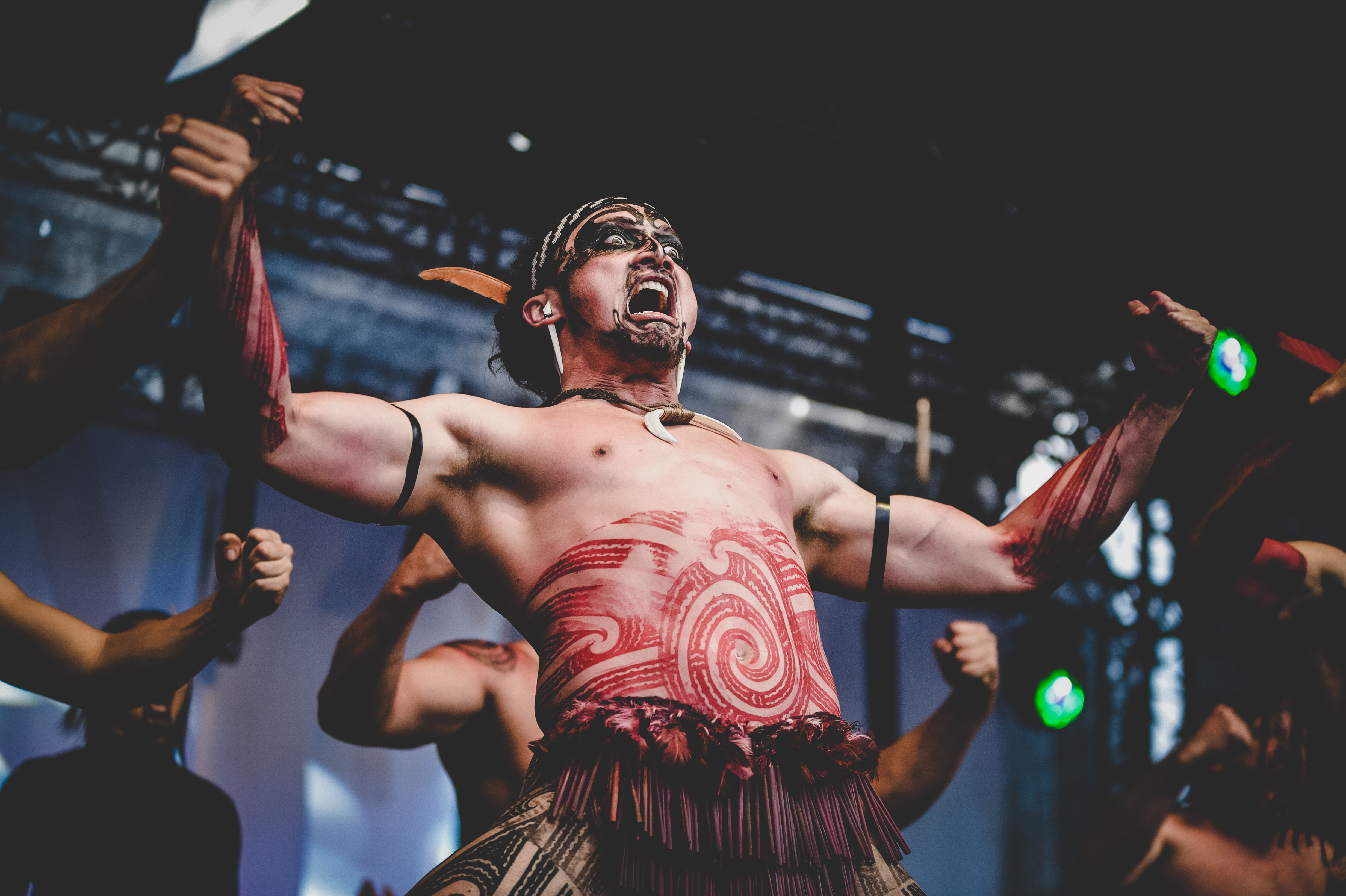

戰吼是交戰之前用以威懾敵人、振奮己方士氣的吼叫，其功用與戰舞類同。戰吼的使用早於公元前9世紀已有記載，古希臘詩人荷馬的《伊里亞德》就曾經形容特洛伊戰爭英雄狄俄墨德斯為「洪亮戰吼的狄俄墨德斯」（Diomedes of the loud war cry）。近代美國海軍陸戰隊，於作戰前亦會大叫：「Oorah！」。